# Jacinto Bustos Vasallo
Jacinto Bustos Vasallo (Aldeanueva de Figueroa, Salamanca, 1922 - Barcelona, 1987) fue un escultor español. Firmaba sus obras únicamente como Vasallo.

## Biografía

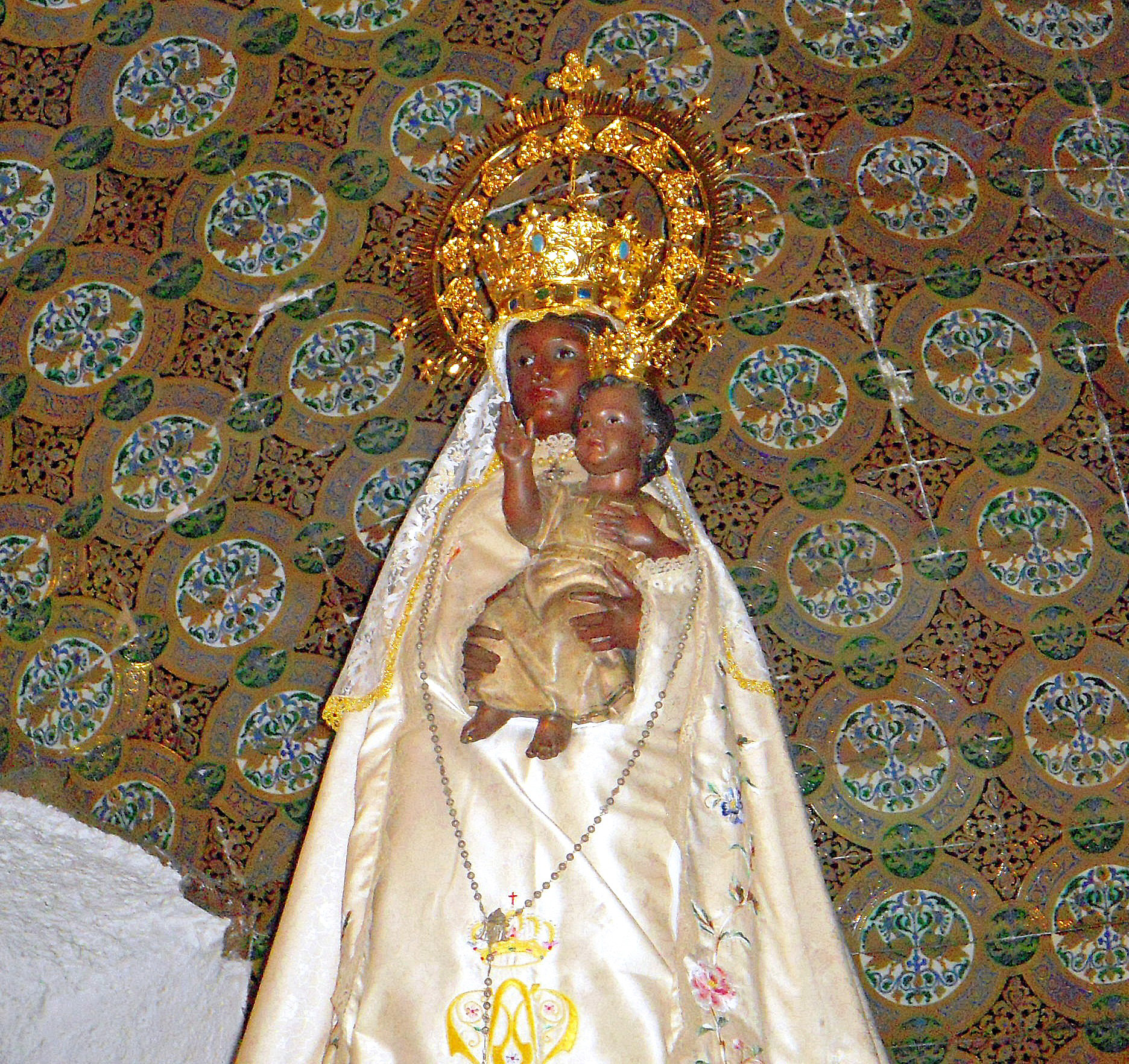
Ntra. Señora de la Peña de Francia, de Jacinto Bustos Vasallo, en la Peña de Francia (Salamanca).

Estudió en la Escuela de Artes y Oficios de Salamanca, en cuya ciudad trabajó en el taller de Francisco González Macías. Amplió sus estudios con becas en París y Roma. Posteriormente se trasladó a Barcelona, donde trabajó en el taller de Josep Clarà hasta el fallecimiento de este en 1958. Entre 1957 y 1975 realizó varias exposiciones en la ciudad condal.
Entre sus obras en Barcelona destacan:
- Maternidad (1961), en la Plaza del Congreso Eucarístico, una figura en piedra que representa una madre con su hijo en brazos.[2]
- Adán (1968), en el Parque de Cervantes, escultura de piedra en forma de desnudo masculino reclinado, que representa al primer hombre.[3]
- A Francesc Carreras i Candi (1975), en el Parque de la Ciudadela, un busto en mármol dedicado a este historiador.[4]

Obras en Salamanca: Abandono, Medallón de la plaza Mayor de Francisco Vitoria, Reproducción de la Virgen de la Peña de Francia, La Paz; y, en el Museo de Bellas Artes de Salamanca: Torero, Pareja de Payeses, Músicos.